# Friedrich Karl Berger
Friedrich Karl Berger (1925-mayo de 2021) es un exguardia de seguridad en un campo satélite del campo de concentración de Neuengamme. En 2021 fue deportado de Estados Unidos a Alemania.

## Biografía

### Guardia del campo de concentración
Hacia el final de la guerra, Berger fue obligado por las SS a vigilar un campo de concentración satélite cerca de Meppen. Más de 100.000 personas fueron retenidas en el sistema de campos de Neuengamme, más de 50.000 de las cuales murieron. De 3.000 a 4.000 personas fueron internadas en dos campamentos satélites cerca de Meppen, uno de los cuales Berger custodiaba. Polacos, rusos, judíos,daneses, neerlandeses, franceses y presos políticos. Tuvieron que hacer trabajo forzoso "hasta el punto de agotamiento y muerte". A finales de marzo de 1945, mientras las tropas británicas y canadienses avanzaban, Berger ayudó a evacuar el campo por la fuerza. Aproximadamente 70 prisioneros murieron en una marcha de la muerte.

### Vida en EE.UU. y expulsión
En 1959 Berger se mudó a Estados Unidos, donde vivió en Oak Ridge cerca de Knoxville, Tennessee.
En 1979, el fiscal general de los Estados Unidos inició un programa para localizar y expulsar a ex nazis (Enmienda Holtzman a la Ley de Inmigración y Nacionalidad). Como parte de este programa, se iniciaron investigaciones sobre Berger. Esto fue posible gracias al descubrimiento de fichas en un barco hundido en el Mar Báltico. En 2020, un juez estadounidense ordenó la expulsión de Berger después de que admitiera haber custodiado a los prisioneros.
El 20 de febrero de 2021, Berger fue deportado a Alemania a la edad de 95 años, ya que no fue tolerado como criminal de guerra en los Estados Unidos. En Alemania, no hubo orden de arresto contra Berger, y los procedimientos por complicidad e instigación al asesinato ya se suspendieron en diciembre de 2020 debido a la falta de pruebas. Murió en mayo de 2021 antes de su juicio.